# TPS Åbo
TPS Åbo, Turun Palloseura, är en idrottsförening i Åbo i Finland. Den grundades 1922.
TPS har bland annat följande tre sektioner:
- HC TPS, ishockey
- TPS Åbo, fotboll
- TPS Salibandy, innebandy